# Antiochos 1. af Seleukideriget
Antiochos 1. Soter (ukendt – 261 f.Kr.) var konge af det hellenistiske Seleukiderige. Han efterfulgt sin fader Seleukos 1. Nikator på den seleukidiske kongetrone i 281 f.Kr. I årene før faderens dødsfald havde Antiochos optrådt som medkonge. Da Seleukos 1. blev myrdet i Makedonien, blev Seleukideriget ramt af oprør og kaos. Antiochos 1. brugte mange år på at stabilisere riget.
Antiochos 1. fortsatte sin faders koloniseringspolitik, med grundlæggelser af talrige græsk-makedonske bystater i hele riget. Antiochos' moder var af persisk oprindelse, hvilket gjorde det nemmere for ham, at henvende sig til rigets indfødte befolkninger, specielt i de persiske og babyloniske kernelande.
Antiochos 1. var gift med den makedonske prinsesse Stratonike, som oprindeligt var hans faders hustru. Med Stratonike fik Antiochos flere børn, heriblandt sønnerne Seleukos og Antiochos 2. Theos. Den ældste søn Seleukos agerede medkonge i en periode, men Antiochos måtte efter et oprørsforsøg fra sønnen, henrette ham.